# Артјом Микојан
Артјом Микојан (рус. Артём Микоя́н; Санахин, 5. август 1905 — Москва, 9. децембар 1970) је био совјетски конструктор авиона, члан Академије наука СССР и генерал-мајор ваздухопловнотехничке службе. Брат је Анастаса Микојана, совјетског политичара.
Рођен је 5. августа 1905. у Јерменији, а умро 9. децембра 1970.
Године 1936. завршио је Ваздухопловну академију Жуковски (рус. Военно-воздушная Академия им. Н. Е. Жуковского). Заједно са Михаилом Гуревичем израдио је пред Други свјетски рат пројекат ловца МиГ-1, који је касније прерађен у МиГ-3.
Послије Другог свјетског рата, ради заједно са Гуревичем на пројектима ловачких авиона МиГ-9, МиГ-15, МиГ-17, МиГ-19 и МиГ-21. Касније раде и на пројекту МиГ-25, тада најбржег ловца на свијету.
Од 1958. године Микојан је био министар ваздухопловне индустрије.